# روز جهانی غذا

روز جهانی غذا سالروزی مقارن شانزدهم اکتبر است که به افتخار تأسیس سازمان فائو در سال ۱۹۴۵ نامگذاری شده و در سراسر جهان گرامی داشته می‌شود. این روز توسط بسیاری از سازمان مرتبط با امنیت غذایی، از جمله برنامه جهانی غذا و صندوق بین‌المللی توسعه کشاورزی نیز جشن گرفته می‌شود.
شعار روز جهانی غذا در سال ۲۰۱۴ کشاورزی خانوادگی است: «تغذیه جهانی، مراقبت از زمین».